# Movistar Team
Movistar Team (Codul echipei UCI: MOV) este o echipă UCI ProTeam sponsorizată de Telefónica, o companie spaniolă de telefonie mobilă, echipa purtând numele operatorului de telefonie mobilă Movistar.
Echipa a fost formată ca Reynolds, condusă de Angel Arroyo și mai târziu de către Pedro Delgado, care a câștigat Turul Franței și Turul Spaniei, și, ulterior, a fost sponsorizată de Banesto, nume sub care echipa l-a avut în componență pe cvintuplul câștigător de Turul al Franței, Miguel Indurain și pe Alex Zülle, de două ori câștigător al Turului Spaniei. Birourile echipei sunt în Egüés, o municipalitate din Navarra, Spania, în zona metropolitană a Pamplonei. Un alt sponsor al echipei a fost Caisse d'Epargne, un grup bancar semi-cooperativ francez.

## Istoric

### Reynolds (1980-1989)
Echipa a fost înființată în 1980 ca echipa Reynolds avându-l director sportiv pe José Miguel Echavarri. În 1982 echipa a semnat un contract cu Pedro Delgado, care a alergat în beneficiului liderului echipei Ángel Arroyo în timpul Turului Spaniei 1982. Arroyo a câștigat Turul, echipa sa controlând cursa după ce a preluat conducerea. Dar, la 48 de ore după victorie, au fost făcute cunoscute rezultatele unui test pozitiv pentru metilfenidat (Ritalin). Arroyo și echipa Reynolds au negat că acesta s-ar fi dopat și au cerut testarea analizei B, care a confirmat rezultatul pozitiv al eșantionului A. Arroyo a devenit primul câștigător al Turului Spaniei care a fost descalificat. Delgado a schimbat diverse echipe în 1985, dar a revenit la Reynolds în 1988, unde a câștigat din Turul Franței 1988 și apoi Turul Spaniei 1989 cu echipa. În 1984, Miguel Indurain și-a făcut debutul de ciclist profesionist în cadrul echipei.

### Banesto (1990-2003)
În 1990 banca spaniolă Banesto a devenit sponsorul principal al echipei în locul lui Reynolds. Delgado a fost liderul echipei pentru Turul Franței, în timp ce Miguel Indurain și Julián Gorospe au fost liderii pentru cursele pe etape. Atunci când Gorospe a preluat conducerea în Turul Spaniei din acel an, echipa s-a raliat în spatele lui într-o încercare de a câștiga cursa. Cu toate acestea, Gorospe a pierdut tricoul liderului și Delgado a preluat conducerea echipei, dar nu a putut recâștiga timpul pe care italianul Marco Giovannetti îl avea în avans, astfel că Delgado a încheiat cursa pe locul al doilea. De-a lungul următorilor ani, Indurain a dominat cursele pe etape câștigând cinci ediții ale Turului Franței și două ediții ale Turului Italiei. Delgado a fost liderul echipei pentru Turul Spaniei. Echipa a realizat succese și cu Jean-François Bernard, care a câștigat ediția din 1992 a cursei Paris-Nisa împreună cu echipa. Echipa a câștigat Turul Spaniei din nou, în 1998, cu Abraham Olano. În acest timp, Alex Zülle s-a alăturat echipei și a terminat pe locul al doilea la general Turul Franței 1999, în timp ce legendarul cățărător José María Jiménez a evoluat în Turul Spaniei. Echipa a devenit cunoscută sub numele de iBanesto.com în ultimii ani ai sponsorizării băncii Banesto.

### Illes Baleares (2004-2005)
În 2004, Illes Balears, Consiliul de Turism al Insulelor Baleare, a devenit sponsorul principal al echipei, numele echipei devenind Illes Balears-Banesto până în 2005. Caisse d'Epargne a preluat de la Banesto poziția de al doilea sponsor în sezonul 2005, astfel că echipa a fost cunoscută ca Illes Balears-Caisse d'Epargne. Caisse d'Epargne, a devenit sponsorul principal în 2006, schimbându-se numele echipei (care impune ca sponsorul principal să dea numele echipei), Caisse d'Epargne-Illes Baleares. 
Echipa a avut câțiva cicliști puternici în Turul Franței 2005, printre care Francisco Mancebo (fost campion național al Spaniei), Alejandro Valverde, Vladimir Karpets și sprinterul Isaac Gálvez. Mancebo a avut cele mai bune rezultate terminând pe locul al patrulea în clasamentul general.

### Caisse d'Epargne (2006–2010)
Caisse d'Epargne-Illes Balears a terminat pe locul al cincilea la general (56 minute și 53 secunde în spatele echipei T-Mobile), în clasamentul pe echipe din Turul Franței 2006. La individual, cel mai bun ciclist al echipei, Óscar Pereiro, a terminat pe locul secund. Victoria ciclistului de la Phonak, Floyd Landis a fost pusă sub semnul întrebării, după ce o probă de urină luată după victoria din etapa a 17-a a fost testată de două ori pozitiv pentru testosteron sintetic interzis precum și pentru un raport de testosteron / epitestosterone de aproape trei ori mai mare decât limita admisă de către regulile Agenției Mondiale Antidoping.
După aflarea testului pozitiv pe eșantionul "A", Pereiro a declarat că a fost doar un rezultat inițial, neconfirmat, și el încă nu îl consideră vinovat pe Landis. „Am prea mult respect pentru Landis a face altfel”, a spus el. După ce a auzit că testul pentru eșantionul "B" este, de asemenea pozitiv, Pereiro a declarat că acum se consideră campion Turului și că scandalul Landis nu ar trebui să îi diminueze realizarea sa. „Acum chiar mă simt câștigătorul Turului Franței”, a declarat Pereiro. „Este o victorie pentru toată echipa.” După aproape doi ani de apeluri, Pereiro a primit oficial titlul de campion al Turului pentru 2006.

### Movistar (2011-
La 31 mai 2010, Curtea de Arbitraj pentru Sport a admis apelurile AMA și UCI cu privire la suspendarea lui Alejandro Valverde pentru implicarea sa în cazul de dopaj Operación Puerto. Valverde a fost suspendat timp de doi ani, începând cu 1 ianuarie 2010 și după ce a ispășit suspendarea de doi ani, a revenit în competiții în 2012 la echipa Movistar.
Sezonul 2011 s-a dovedit a fi unul de tranziție pentru echipă, cu prima lor victorie venind ca o singură victorie de etapă în Tour Down Under, datorită lui Francisco Jose Ventoso. Echipa a mai câștigat victorii de etapă în Turul Cataloniei și în Turul Țării Bascilor. A mai câștigat două etape în Turul Italiei: Ventoso a câștigat etapa a 6-a și Vasil Kiryienka a câștigat etapa a 20-a. Ultima victorie într-un mare tur s-a întâmplat în Turul Franței prin Rui Costa.
În sezonul 2012 echipa a redevenit unul dintre principalii concurenți în clasamentele generale. Revenirea lui Valverde a adus aproape imediat succesul echipei cu o victorie etapă în Tour Down Under, urmată de victoria generală a în Turul Andaluziei, precum și o victorie etapă. Columbianul Nairo Quintana a adus, de asemenea, victoria generală pe echipe în Turul Murciei. Echipa a avut mai multe victorii în clasamentele generale; Quintana a câștigat Route du Sud, Rui Costa Turul Elveției, Javier Moreno Vuelta a Castilla y León și în cele din urmă Beñat Intxausti a câștigat Turul Asturiei. Echipa a câștigat, de asemenea, etape în toate cele trei mari tururi.
Sezonul 2013 a urmat îndeaproape anii anteriori, Valverde a avut ma multe victorii la început de sezon cu Trofeo Serra de Tramuntana și o victoria generală în Turul Andaluziei. Quintana și-a întărit și mai mult potențial său ca ciclist de mari tururi cu victoria generală în Turul Țării Bascilor, precum și clasându-se pe locul al doilea în Turul Franței, obținând tricourile de „cel mai bun cățărător” și „cel mai bun tânăr ciclist”. El a mai câștigat și Turul Burgosului. Intxausti a obținut ultima victorie de echipă a anului și Costa a câștigat Campionatele Mondiale pe Șosea UCI. Pentru sezonul 2014, echipa a confirmat că va trece de la biciclete Pinarello la Canyon Bicycles.
Pentru 2014, echipa a adoptat tactica "divide și cucerește" pentru marile tururi ale sezonului; în primul rând trimiterea lui Quintana în Turul Italiei, a lui Valverde în Turul Franței și apoi a ambilor cicliști în Turul Spaniei. Quintana a obținut prima victorie a sezonului - etapa a 4-a din Turul San Luis, precum și victoria în clasamentul general, Adriano Malori a câștigat etapa individuală de contratimp. Încă o dată Valverde a câștigat Turul Andaluziei, precum și Turul Murciei, Roma Maxima, GP Miguel Indurain și Săgeata Valonă. În luna mai, Quintana a obținut prima victorie a echipei într-un mare tur de la victoria lui Valverde din Turul Spaniei 2009, Turul Italiei. La fel ca în sezonul trecut, Quintana și-a apărat lui titlul în Turul Burgosului.
În luna august 2014, echipa a anunțat că semnează contracte cu Marc Soler (Lizarte) și Rubén Fernández (Caja Rural-Seguros RGA) pe o perioadă de 2 ani.
În Turul Franței din 2015, echipa a terminat pe primul loc în clasamentul echipelor, iar cei doi cicliști de top ale echipei, Nairo Quintana și Alejandro Valverde au terminat al doilea, respectiv al treilea în clasamentul general, Quintana câștigând și tricoul alb de cel mai bun tânăr ciclist și terminând pe locul doi în clasamentul cățărătorilor.

## Campionate naționale și mondiale
| 1982 Cursa pe șosea Spania José Luis Laguía 1983 Cursa pe șosea Spania Carlos Hernández 1992 Cursa pe șosea Spania Miguel Indurain 1995 Contratimp Mondiale Miguel Indurain 1997 Cursa britanică pe șosea Jeremy Hunt Cursa pe șosea Spania José María Jiménez 1998 Contratimp Mondiale Abraham Olano 2003 Cursa pe șosea Spania Rubén Plaza 2004 Cursa pe șosea Spania Francisco Mancebo Contratimp Spania Jose Ivan Gutierrez | 2005 Contratimp Spania Jose Ivan Gutierrez 2006 Cursa pe șosea Franța Florent Brard 2007 Cursa pe șosea Spania Joaquim Rodríguez Contratimp Spania Jose Ivan Gutierrez 2008 Cursa pe șosea Spania Alejandro Valverde Contratimp Spania Luis León Sanchez 2010 Cursa pe șosea Spania Jose Ivan Gutierrez Contratimp Spania Luis León Sanchez Contratimp Portugalia Rui Costa 2011 Cursa pe șosea Spania Jose Joaquin Rojas 2012 Cursa pe șosea Spania Francisco Ventoso Contratimp Belarus Branislau Samoilau | 2013 Contratimp Marea Britanie Alex Dowsett Contratimp Spania Jonathan Castroviejo Contratimp Portugalia Rui Costa Cursa pe șosea Spania Jesús Herrada Cursa pe șosea Mondiale Rui Costa 2014 Contratimp Spania Alejandro Valverde Cursa pe șosea Spania Ion Izagirre Contratimp Italia Adriano Malori 2015 Contratimp Marea Britanie Alex Dowsett Contratimp Italia Adriano Malori Contratimp Spania Jonathan Castroviejo Cursa pe șosea Spania Alejandro Valverde |  |

## Legături externe
- Site web oficial